# Arcidiocesi di Mount Hagen
L'arcidiocesi di Mount Hagen (in latino Archidioecesis Montis Hagensis) è una sede metropolitana della Chiesa cattolica in Papua Nuova Guinea. Nel 2023 contava 224.680 battezzati su 771.383 abitanti. È retta dall'arcivescovo Clement Papa.

## Territorio
L'arcidiocesi comprende le province di Jiwaka e degli Altopiani Occidentali sull'isola della Nuova Guinea.
Sede arcivescovile è la città di Mount Hagen, dove si trova la cattedrale della Santissima Trinità.
Il territorio è suddiviso in 25 parrocchie.

## Storia
Il vicariato apostolico di Mount Hagen fu eretto il 18 giugno 1959 con la bolla Prophetica vox di papa Giovanni XXIII, ricavandone il territorio dai vicariati apostolici di Alexishafen (oggi arcidiocesi di Madang) e di Wewak (oggi diocesi).
Il 15 novembre 1966 il vicariato apostolico fu elevato a diocesi con la bolla Laeta incrementa di papa Paolo VI. Originariamente era suffraganea dell'arcidiocesi di Madang.
Il 18 marzo 1982 in forza della bolla Qui Divino Consilio di papa Giovanni Paolo II ha ceduto una porzione del suo territorio a vantaggio dell'erezione della diocesi di Wabag e contestualmente è stata elevata al rango di arcidiocesi metropolitana.

## Cronotassi dei vescovi
Si omettono i periodi di sede vacante non superiori ai 2 anni o non storicamente accertati.
- George Elmer Bernarding, S.V.D. † (19 dicembre 1959 - 7 marzo 1987 ritirato)
- Michael Meier, S.V.D. † (7 marzo 1987 succeduto - 17 luglio 2006 ritirato)
- Douglas William Young, S.V.D. (17 luglio 2006 - 18 marzo 2025 ritirato)
- Clement Papa, succeduto il 18 marzo 2025

## Statistiche
L'arcidiocesi nel 2023 su una popolazione di 771.383 persone contava 224.680 battezzati, corrispondenti al 29,1% del totale.
| anno | popolazione | popolazione | popolazione | presbiteri | presbiteri | presbiteri | presbiteri                | diaconi | religiosi | religiosi | parrocchie |
| anno | battezzati  | totale      | %           | numero     | secolari   | regolari   | battezzati per presbitero | diaconi | uomini    | donne     | parrocchie |
| ---- | ----------- | ----------- | ----------- | ---------- | ---------- | ---------- | ------------------------- | ------- | --------- | --------- | ---------- |
| 1970 | 87.582      | 318.000     | 27,5        | 42         | 1          | 41         | 2.085                     |         | 57        | 38        | 32         |
| 1980 | 128.673     | 372.000     | 34,6        | 46         | 4          | 42         | 2.797                     |         | 62        | 58        | 35         |
| 1990 | 107.146     | 264.354     | 40,5        | 30         | 4          | 26         | 3.571                     |         | 54        | 30        | 23         |
| 1999 | 128.355     | 328.850     | 39,0        | 35         | 9          | 26         | 3.667                     |         | 46        | 46        | 23         |
| 2000 | 129.979     | 334.170     | 38,9        | 43         | 15         | 28         | 3.022                     |         | 51        | 41        | 23         |
| 2001 | 131.708     | 348.311     | 37,8        | 39         | 14         | 25         | 3.377                     |         | 51        | 47        | 23         |
| 2002 | 135.487     | 357.500     | 37,9        | 39         | 13         | 26         | 3.474                     |         | 46        | 48        | 23         |
| 2003 | 140.197     | 359.526     | 39,0        | 41         | 16         | 25         | 3.419                     |         | 41        | 53        | 23         |
| 2004 | 142.725     | 386.408     | 36,9        | 39         | 15         | 24         | 3.659                     |         | 40        | 52        | 23         |
| 2013 | 181.655     | 608.705     | 29,8        | 40         | 20         | 20         | 4.541                     |         | 31        | 44        | 23         |
| 2016 | 195.617     | 658.706     | 29,7        | 35         | 18         | 17         | 5.589                     |         | 26        | 37        | 25         |
| 2019 | 210.658     | 709.354     | 29,7        | 36         | 21         | 15         | 5.851                     |         | 25        | 38        | 25         |
| 2021 | 218.094     | 741.430     | 29,4        | 38         | 20         | 18         | 5.739                     |         | 27        | 43        | 25         |
| 2023 | 224.680     | 771.383     | 29,1        | 46         | 28         | 18         | 4.884                     |         | 25        | 38        | 25         |